# Torentje van Drienerlo
Het Torentje van Drienerlo is een kunstwerk in een vijver op de campus van de Universiteit Twente in Enschede. Het werd in 1979 ontworpen door Wim T. Schippers.
Het kunstwerk, een kerktorenspits die met zijn klokkenkamer net boven het wateroppervlak van de vijver uitsteekt, wekt de indruk dat in de vijver een kerk is verzonken. Het kunstwerk heeft geen vooraf bepaalde symboliek vanuit de kunstenaar. De kunstenaar gaf er met opzet geen betekenis aan in de hoop dat mensen er zelf ‘mythes’ achter zouden verzinnen. Het torentje is te vinden in de vijver tegenover het Theatercafé in de Vrijhof aan de Drienerlolaan te Enschede.
De verschijning doet sterk denken aan verzonken kerktorens zoals die in het Italiaanse Reschenmeer, die door de bouw van een stuwdam in 1950 onder water zijn komen te staan. Vermoedelijk gaf Wim T. Schippers op deze manier een speelse bevestiging van reizigerservaring, aangezien Enschede niet te boek staat als een overstroomgebied.

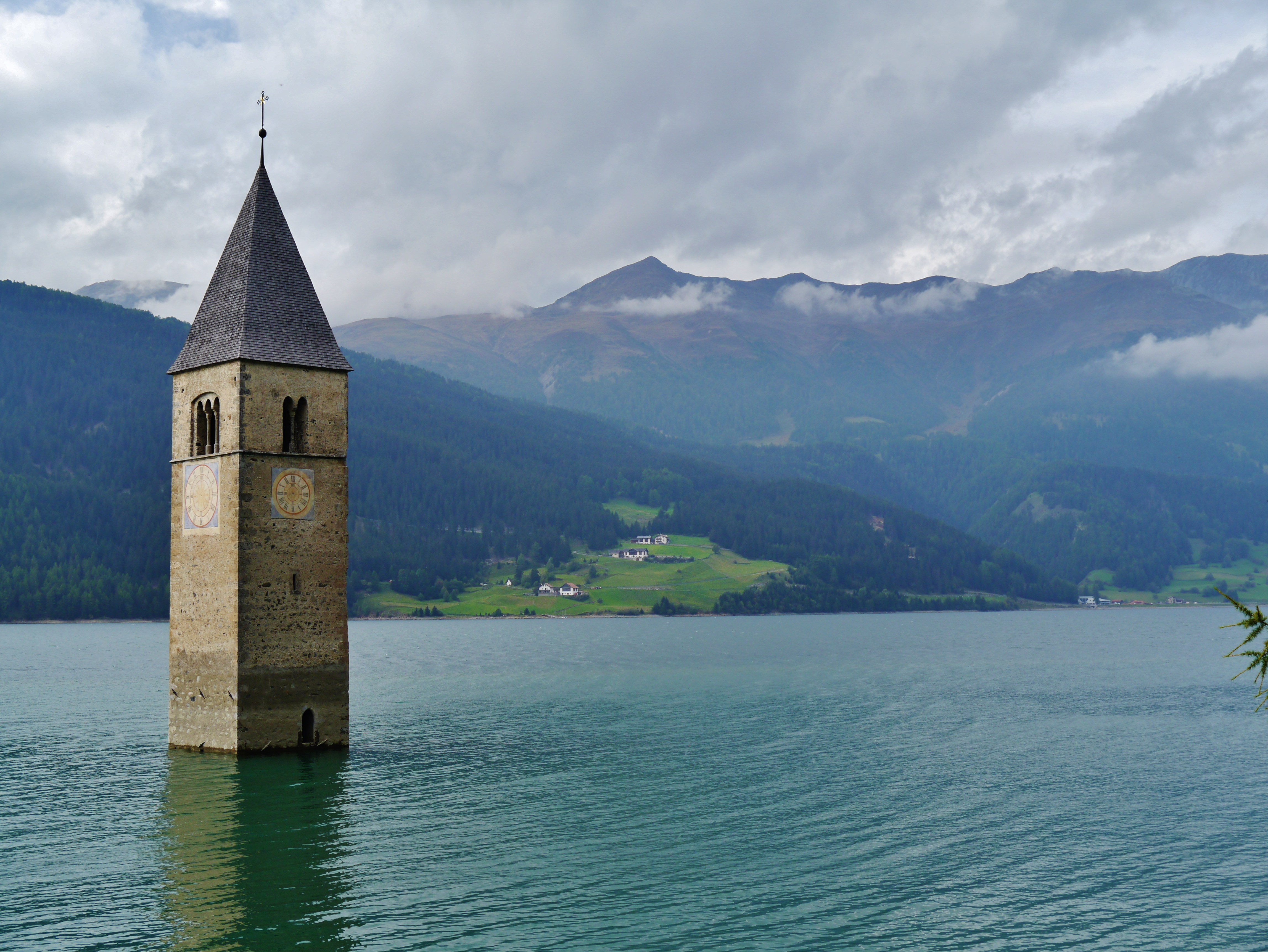
De voormalige kerktoren van het oude Graun, gelegen in het Reschenmeer